# Юрмінка (Бакалинський район)
Ю́рмінка (рос. Юрминка, башк. Юрмый) — присілок у складі Бакалинського району Башкортостану, Росія. Входить до складу Старокостеєвської сільської ради.
Населення — 5 осіб (2010; 39 у 2002).
Національний склад:
- росіяни — 95 %